# زدیک
صدیق (عبری: צדיק زدیک یا صدیک یا صادق به معنی درستکار به صورت جمع زدیکیم צדיקים) لقبی است که در تورات به افراد درستکار داده می‌شود. ریشه این لغت زدک یا صدق (عبری: צדק) است که به معنی عدالت یا درستکاری می‌باشد و لغت زدکه یا صدقه (به معنی صدقه یا عمل درست) نیز از آن می‌باشد. صورت مونث زدک زدکیاس می‌باشد.
لغت زدک در نوشته‌های ربانی در مقابل حسید (صالح، قابل احترام) می‌باشد و در نوشته‌های عرفانی یهودی نظیر کابالا در مورد آن صحبت شده‌است. در یهودیت حسیدی زدیک دارای اهمیت بسیار زیادی است و از این رو جنبشهای عرفانی قدیمی و اجتماعی جدید را با هم ترکیب می‌کند. در دیدگاه حسیدی به تجربه عرفانی و انرژِی الهی فرد رئیس جنبش اهمیت زیادی داده شده‌است.

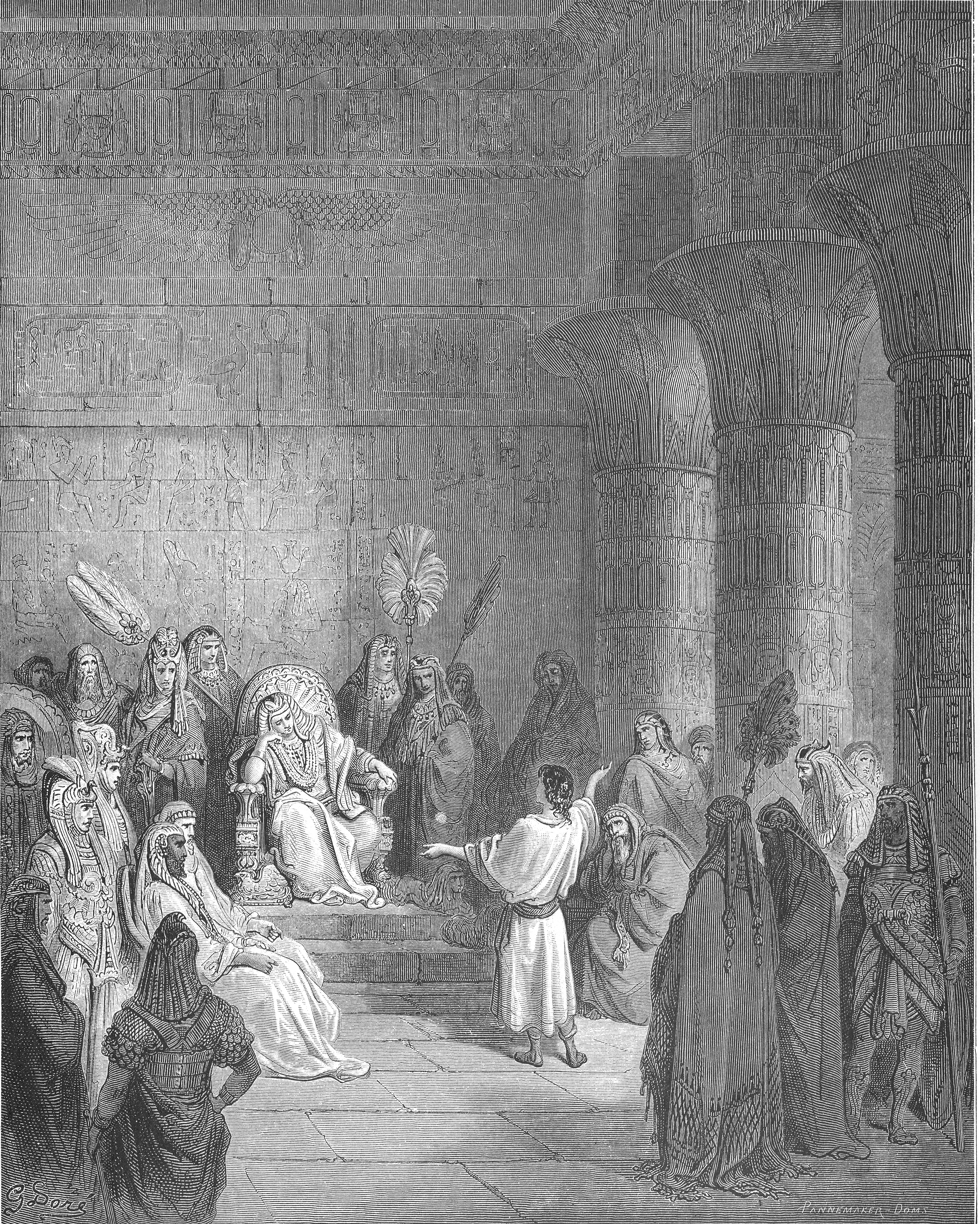
یوسف فرزند یعقوب در متون یهودی معمولاً به عنوان زدیک شناخته می‌شود. در کابالا یوسف نشاندهنده سفیروت یسود است که مرز بین روحانیت مادیات است.

## معنی لغوی
لغت زدیک در عبری معادل لغت صادق در عربی می‌باشد. در دین کنعانیان زدیک ممکن است نام یکی از خدایان بوده باشد. نام زدیک در نام اشخاص نیز استفاده شده‌است که از آن جمله ملچیزدک، آدونیزدک و زدوک کاهن اعظم در زمان داود.

## دیدگاه یهودی
در نوشته‌های یهودی دیدگاههای متفاوتی در مورد زدیک وجود دارد. بر اساس نظر موسی ابن میمون کسی که از خود بگذرد یک زدیک است. بر اساس کتاب تانیا لقب زدیک نیازمند یک حالت خاص روحانی و روانی است.  در این دیدگاه زدیک کسی است که کاملاً بر نفس حیوانی خود غلبه کرده و به قدوست خداوند نزدیک شده‌است. از این رو او فقط عشق خداوند را درک می‌کند و از نیازهای مادی به دور است. در این دیدگاه حالت میانه‌ای به نام بنونی وجود دارد که فردی است که در فکر، سخن یا عمل گناه نمی‌کند. بر خلاف زدیک بنونی فقط نیروی خداوند را درحین عبادت حس می‌کند و در زندگی روزمره ممکن است وسوسه‌های مادی در ذهن او ایجاد شود ولیکن او تصمیم می‌گیرد که به خداوند پایبند بماند. بر اساس نوشته زوهر حاخام حمنونا به الیاس نبی می‌گوید زدیک کسی است که گناهان او کم است و مردی درستکار است که آزار می‌بیند. ولیکن الیاس به او می‌گوید که زدیک دو مرحله است. مردی درستکار که پاداش می‌بیند و مردی درستکار که آزار می‌بیند.

### زدیک نیستار - زدیکهای مخفی
تلمود اشاره می‌کند که در هر زمان حداقل ۳۶ زدیکیم نیستاریم (زدیک مخفی) در بین مردم وجود دارند. هویت آن‌ها مشخص نیست و تنها به دلیل وجود آنان است که خداوند دنیا را نابود نمی‌کند. دیدگاه تلمود و کابالا در مورد این زدیکها متفاوت است. در داستانهای یهودی این زدیکها لمدوونیک نام دارند که عدد گماتریا آن مساوی ۳۶ است.

### زدیک هادور - زدیک نسل
یهودیت حسیدی اعتقاد دارد که در هر نسل از مردم یک فرد زاده شده‌است که دارای پتانسیل ماشیا بودن است در صورتی که مردم یهود بخواهند که او وارد شود. این فرد زدیک هادور نام دارد.

### بال موفص - کارگران معجزه
با اینکه تعریف زدیک در بالا لزوماً به معنی توانایی برای انجام معجزه نیست ولیکن تلمود اعتقاد دارد که به دلیل درستکاری و مقدس بودن زدیک او دارای پتانسیل زیادی است. از این رو دعاهای او با دعاهای مردم عادی متفاوت است تلمود می‌گوید "زدیک می‌خواهد و یگانه مقدس (خدا) انجام می‌دهد". این اعتقاد بر پایه این اعتقاد است که تلمود می‌گوید "خواست او را خواست خود کنید و خواست شما خواست او می‌شود."
براساس نظر بال شم توف توانایی انجام معجزه به صورت ذاتی در هر یهودی وجود دارد. او می‌گوید که هر یهودی دارای توانایی ذاتی برای انجام معجزات است در صورتی که با روح خود متصل شود. در یهودیت حسیدی دکترینی به نام زدیک عملی وجود دارد که به معنی آن است که زدیک معجزاتی انجام می‌دهد که به وسیله آن‌ها آمرزش الهی به مردم متصل می‌شود.

## در کابالا

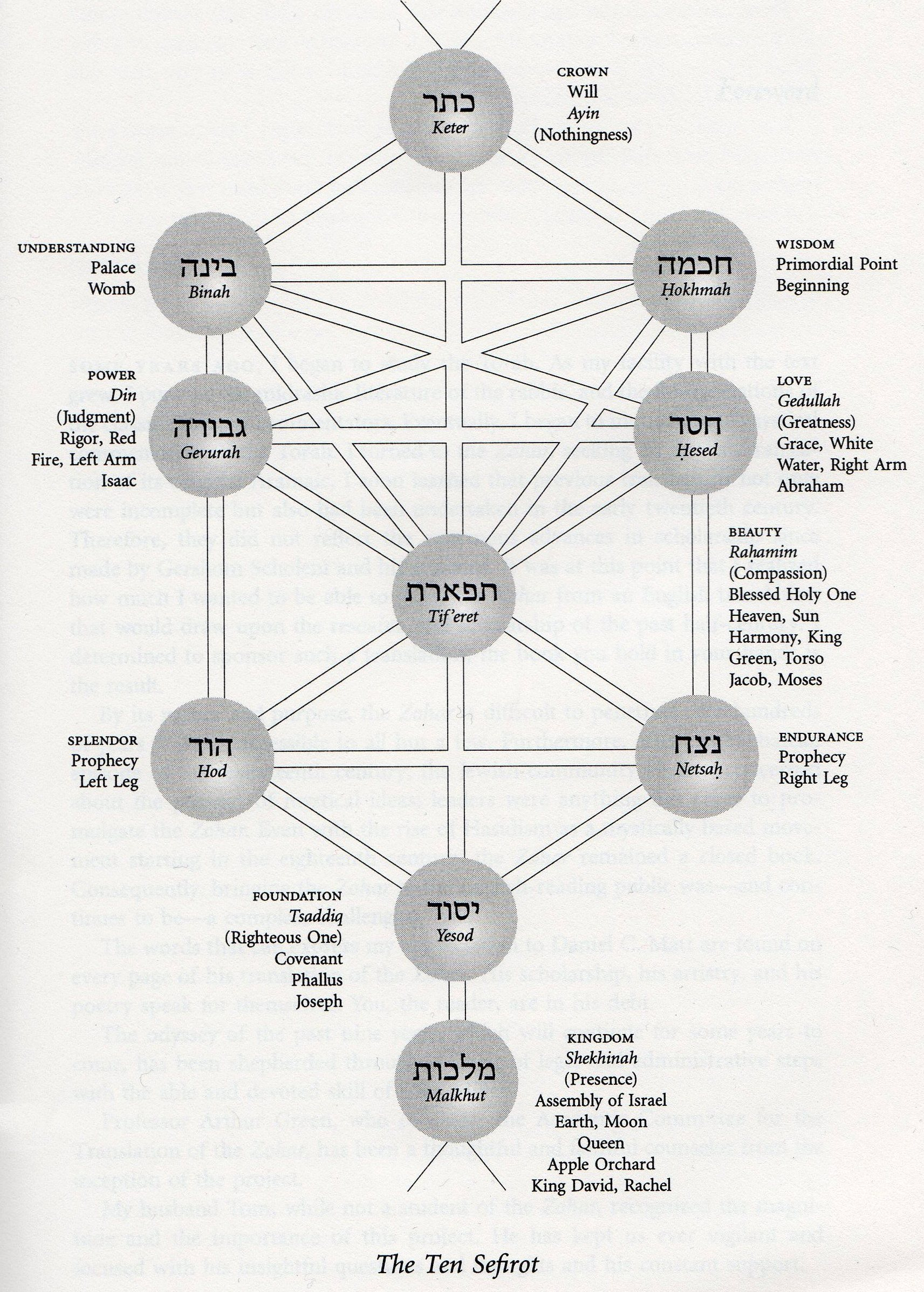
یسود سفیروت نهم در درخت زندگی است و هر سفیروت دارای صفات خاصی است

بر اساس دیدگاه کابالا کسی زدیک است که خود را فراموش کرده و تنها به این توجه دارد که خدا چه می‌خواهد. در کابالا معمولاً زدیک با سفیروت یسود در ارتباط است. در سیستم کابالا هر یک از سفیروتها با یکی از شخصیتهای تورات در ارتباط است. اولین دنیا از چهار دنیای کابالا آتزیلوت نام دارد. در این دنیا هر آنچه وجود دارد کاملاً در ذات الهی حل شده است و دارای زندگی مجزایی نیست. هفت زدیک تورات به عنوان کسانی که دارای سفیروتهای دنیای آتزیلوت هستند در نظر گرفته می‌شوند: ابراهیم - مهربانی، اسحاق - کنترل نفس، یعقوب - بخشش، موسی - تحمل، هارون - ابهت، یوسف - پایه، داوود - پادشاهی. با اینکه تمامی هفت نفر زدیک هستند یوسف به دلیل ارتباط با یسود و موسی به دلیل اینکه روح تمامی اسراییل در نظر گرفته می‌شود به صورت خاصی هستند. در یهودیت یوسف همیشه به عنوان زدیک شناخته می‌شود زیرا در زمانی که برادران او در بیابان بودند او در مصر مقدس باقی ماند با اینکه توسط گناهان احاطه شده بود. او از تمامی آزمایشها سربلند بیرون آمد. بر اساس نظر یهودیت حسیدی یسود دارای خاصیتهای زیر است:
- در دنیای الهی، یسود سفیروت ۹ است و بر روی ستون وسط متعادل قرار دارد و سفیروتهای دیگر را به ملکوت متصل می‌کند. از این رو یسود اتصال بهشت و زمین است بین خداوند و شکینا.
- در روح، یسود به معنی تماس است، تماس بین دنیای بیرونی ملکوت و دنیای درونی روح.
- در فرم ظاهری زن و مرد، یسود به معنی آلت تناسلی است و دارای توانایی برای ایجاد زندگی است. این معنی با عهد ختنه شدن ابراهیم نیز در ارتباط است. توانایی یوسف در رد کردن همسر فرعون نشاندهنده مثال کامل عهد ختنه شدن است.
- یسود با زدیک درستکار در ارتباط است. زدیک پایه و اساس دنیا است. زدیک با ارائه تفسیر درست از تورات روحانیت را باز گردانده و نسل خود را برای بازگشت به سمت خدا بیدار می‌کند.
- در کابالا هر سفیروت دارای یک بعد درونی نیز است. یسود دارای بعد درونی حقیقت است و این نیاز به حقیقت اعمال زدیک را شکل می‌دهد. تجربه‌های زدیک در جهت هدف الهی است.
- روح زدیک یک روح جامع است و دارای روح تمامی گروه است. بر اساس رابطه مردم با زدیک روح درونی والهی آنان آشکار می‌شود.

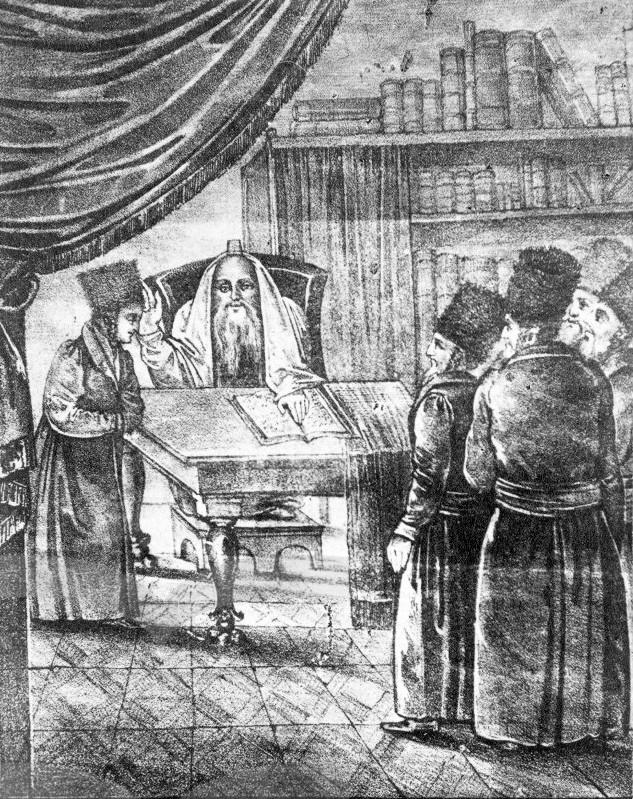
دیدگاه یهودیت حسیدی وظایف روحانی زدیک را با وظایف اجتماعی مگید ترکیب کرد

## در اسلام
لغت صادق یا صدیق در اسلام نیز به عنوان لقب چندین فرد استفاده شده‌است. به‌طور مثال در بین مسلمانان سنی معمولاً خلیفه اول ابوبکر به ابوبکر صدیق شناخته می‌شود. همچنین امام ششم شیعیان جعفر ابن محمد دارای لقب صادق بود.